# Condición física
La condición física es la acción de una persona para poder hacer actividad física en un momento determinado. Es la suma de las cuatro capacidades físicas básicas (fuerza, resistencia, flexibilidad , velocidad y agilidad), mientras que la cualidad física es el grado de desarrollo de cada capacidad física básica de forma individual. La condición física se mejora mediante el acondicionamiento, que puede ser multilateral (incidir de manera en cada una de las capacidades físicas básicas) o específico, (incidir en una o varias capacidades físicas básicas en concreto).

La condición física a menudo se confunde con capacidad física, término que guarda relación con el potencial innato de un sujeto con un mínimo de desarrollo para realizar una actividad física. La relación entre la capacidad de realizar una tarea y la propia tarea se define como actitud. Por ejemplo, un sujeto A de forma genética tiene más o menos actitudes físicas que otro sujeto B para afrontar una actividad física, pero mediante un acondicionamiento adecuado puede mejorar sus cualidades físicas, resultando finalmente con una condición física superior al sujeto B.

## Autores más representativos
Sandino (1964): Afirma que la condición física es el estado fisiológico personal consecuente con una preparación física y deportiva general.
Álvarez de Villar (1983): Precisa que los elementos clave de la condición física son la aptitud o condición anatómica y la condición fisiológica.
Verjorshanski (2000): Define la condición física como la capacidad de realizar una tarea específica, soportar las exigencias de esa tarea en condiciones de forma eficiente y segura donde las tareas se caracterizan en una serie de elementos que incurren en una atenciones físicas y psicológicas concretas.